# Kościół braci morawskich w Herrnhut

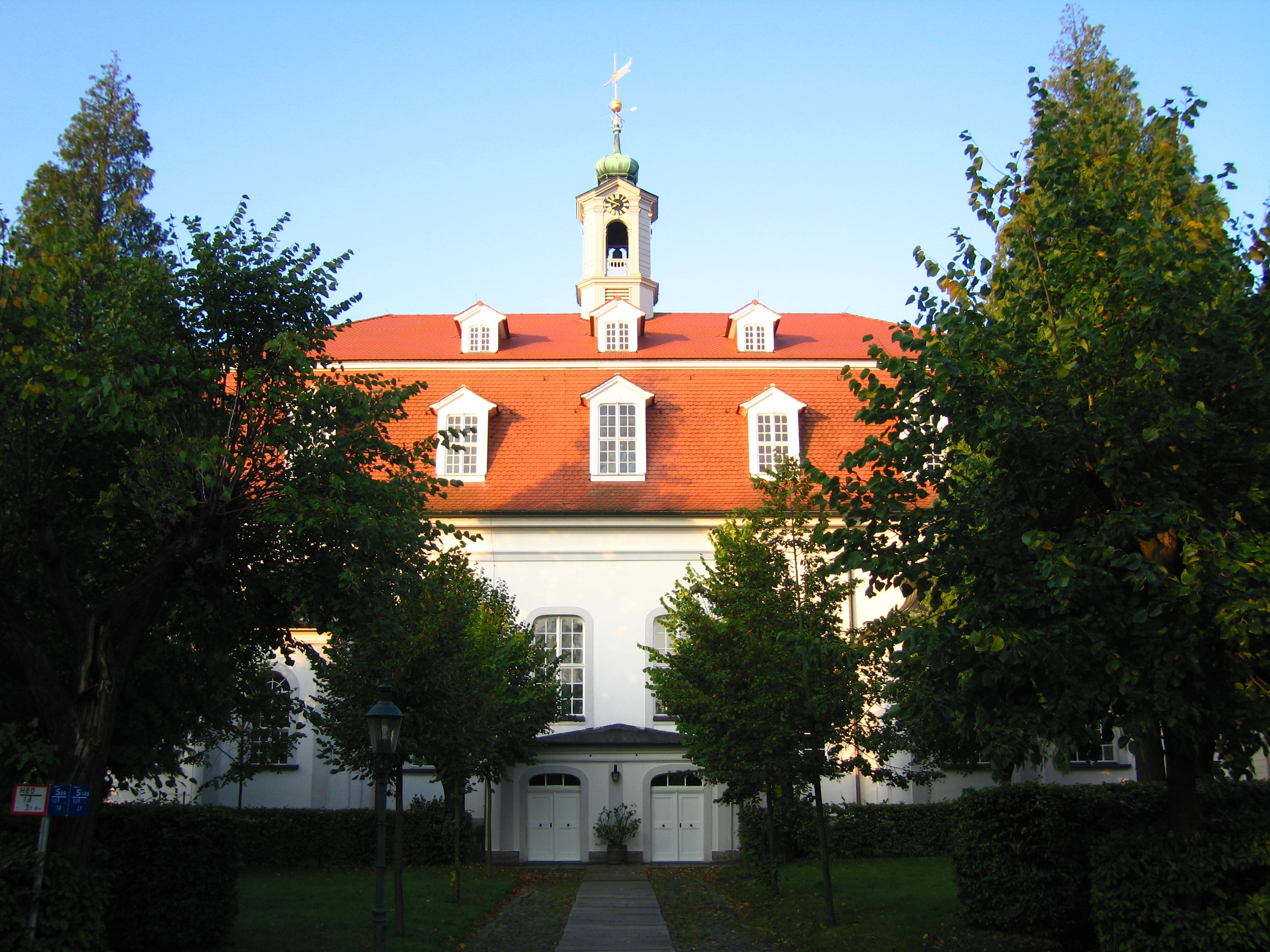
Fronton kościoła (widoczne dwa wejścia: jedno dla kobiet, drugie dla mężczyzn)

Kościół braci morawskich w Herrnhut – główny budynek sakralny w osadzie braci morawskich w miejscowości Herrnhut wzniesiony w 1756.
Świątynia została wzniesiona w 1756 i nosi nazwę „Wielkiej sali” ze względu na to, że mieści wielką salę przeznaczoną na ogólne zgromadzenia gminy braci morawskich. Sala jest utrzymana w białej kolorystyce. Zapełniają ją ławy. W centrum znajduje się kazalnica. Budynek jest pokryty dachem mansardowym z sygnaturką. Świątyni towarzyszy cmentarz z 1730 zwany „rolą Bożą” (Gottesacker). Pochowano na nim ponad 6000 osób.

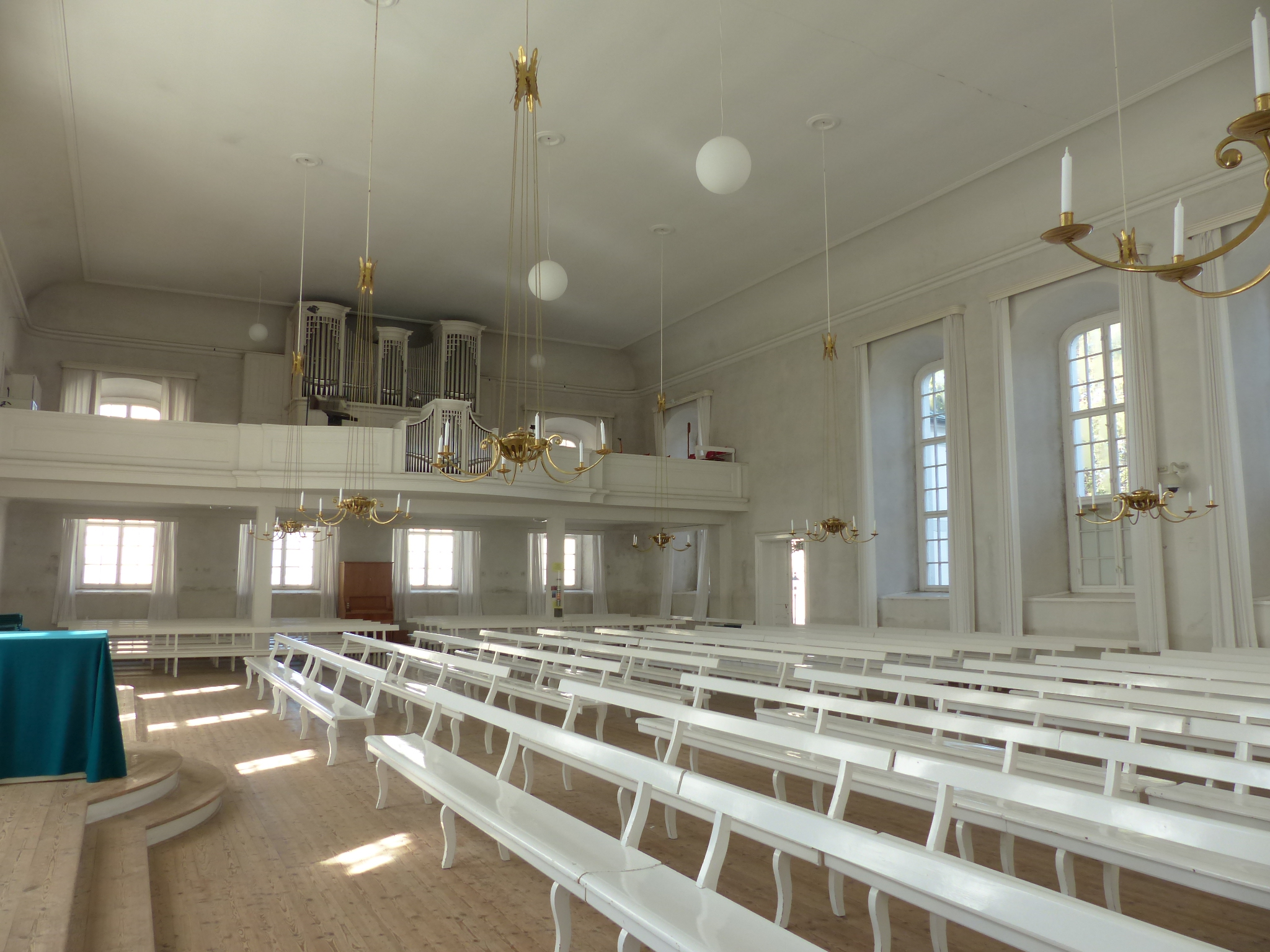
Wnętrze kościoła

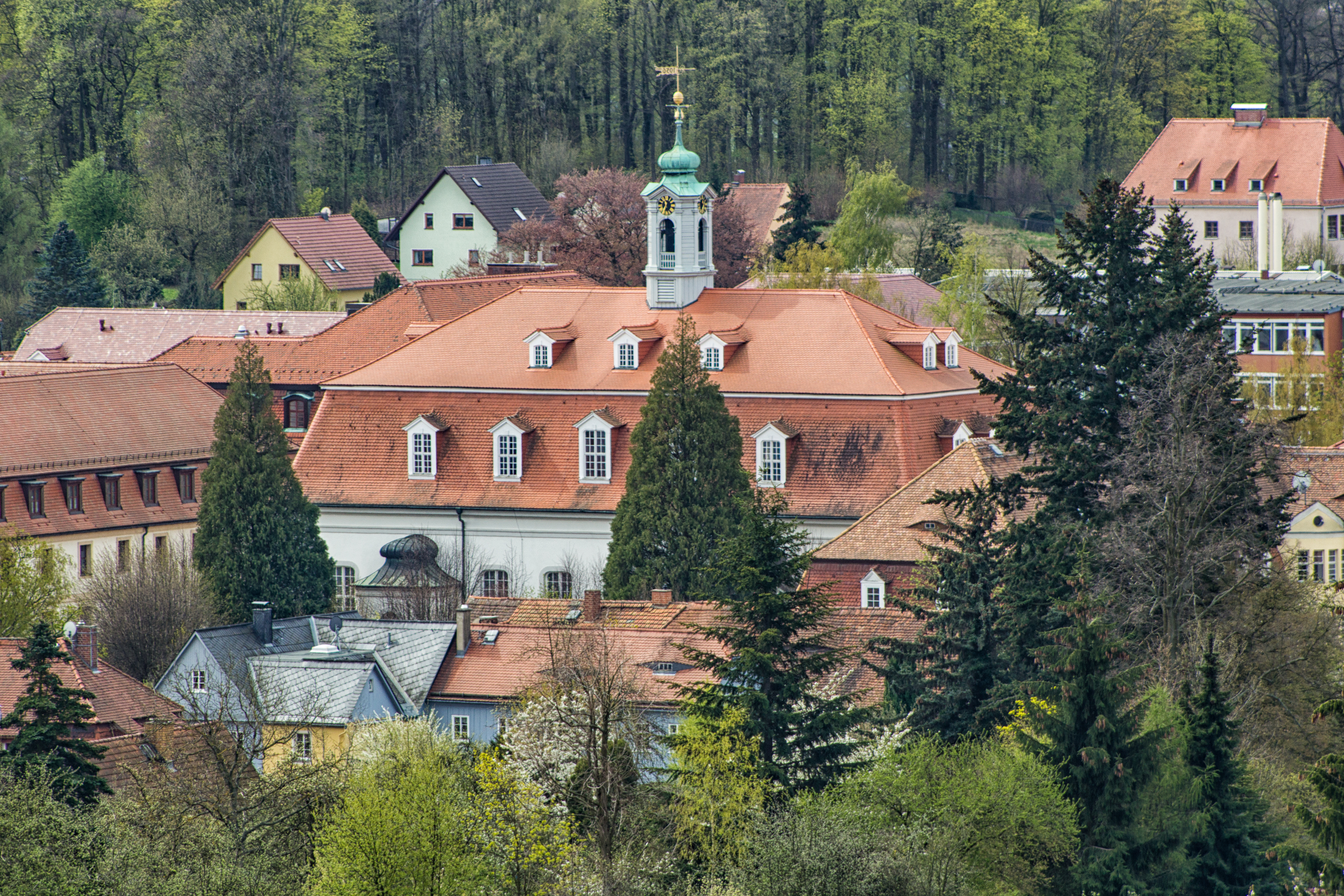
Kościół widziany z Hutbergu